# Vuelve
Vuelve è il quarto album del cantante portoricano Ricky Martin pubblicato nel 1998.

## Tracce

### CD (1998)
1. Por arriba, por abajo
2. Lola, Lola
3. Casi un bolero
4. Corazonado
5. La bomba
6. Vuelve
7. Hagamos el amor
8. La Copa de la Vida
9. Perdido sin ti
10. Así es la vida
11. Marcia baila
12. No importa la distancia
13. Gracias por pensar en mí
14. La Copa de la Vida / The Cup of Life

## Classifiche
| Paese                        | Posizione raggiunta |
| ---------------------------- | ------------------- |
| Australia                    | 2                   |
| Austria                      | 23                  |
| Belgio (Fiandre)             | 37                  |
| Belgio (Vallonia)            | 22                  |
| Canada                       | 11                  |
| Danimarca                    | 13                  |
| Finlandia                    | 7                   |
| Francia                      | 23                  |
| Germania                     | 15                  |
| Italia                       | 4                   |
| Malaysia                     | 3                   |
| Norvegia                     | 1                   |
| Paesi Bassi                  | 41                  |
| Portogallo                   | 1                   |
| Spagna                       | 1                   |
| Stati Uniti                  | 40                  |
| Stati Uniti Latin Pop Albums | 1                   |
| Svezia                       | 3                   |
| Svizzera                     | 4                   |
| Ungheria                     | 3                   |